# Antonio Mastri
Antonio Mastri (Santa Maria Nuova, 18 settembre 1941) è un politico italiano, ex presidente della provincia di Ancona.

## Biografia
Laureato all'Università Cattolica del Sacro Cuore di Milano con una tesi su "Gli enti di sviluppo" discussa con il professor Feliciano Benvenuti, diventa poi avvocato con prevalente indirizzo amministrativista. È stato anche assistente alla cattedra di diritto pubblico dell’economia presso la Facoltà di Economia e Commercio di Ancona (allora sotto l'Università di Urbino) con il professor Sabino Cassese.
Ha ricoperto anche il ruolo di presidente diocesano dell'Azione Cattolica di Jesi dal 1968 al 1970.
Impegnato in politica con la Democrazia Cristiana, diventa sindaco di Santa Maria Nuova dal 1970 al 1975 e poi ancora dal 1983 al 1985. Nel 1980 viene eletto consigliere della Provincia di Ancona, dal 1985 ricopre la carica di vicepresidente nella giunta di Tommaso Mancia. Il 14 settembre 1987 viene eletto presidente della provincia di Ancona, venendo confermato nel ruolo anche dopo le elezioni del 1990; rimane in carica fino al 23 settembre 1992. 